# Julia Doria
Julia Doria, slovenska pisateljica, ilustratorka, oblikovalka, založnica in bibliotekarka * Ljubljana, Slovenija.

## Življenje
Julia Doria je po formalni izobrazbi diplomirana oblikovalka vizualnih komunikacij, ilustratorka,  in univerzitetna diplomirana bibliotekarka. Leta 2004 je diplomirala na Filozofski fakulteti v Ljubljani, Oddelek za bibliotekarstvo, informacijsko znanost in knjigarstvo iz predmeta: Psihologija. Leta 2015 je diplomirala na Akademiji za likovno umetnost in oblikovanje v Ljubljani, smer Ilustracija, z naslovom: Ilustracija v leposlovju.

## Delo
Je avtorica več knjig. Leta 2007 je napisala in ilustrirala svojo prvo knjigo Aidor - Legenda o griču tisočerih rož.  
Napisala in ilustrirala je še naslednje knjige Kresnička in njena lučka (2007), Naša kužica zaspanka (2007), Netopirček Tinček (2008), Mavrica pripoveduje (2010), Kresnička Sija in pikapolonica Lili na mavrični gugalnici (2011), Kako je muren Vladimir presenetil svet (2011), Psička Pia in borovnice (2012),Povodni mož Svit je zaljubljen (2012) in mnoge druge. Ustvarila je številne  ilustracije za odrasle, otroke in mladino.  Leta 2005 je ustanovila podjetje Atelje Doria, v okviru katerega od tedaj deluje tudi spletna knjigarna in založba.

### Knjige za odrasle
- Aidor : legenda o Griču tisočerih rož (2007) (COBISS)
- Diamanti na tvojem dvorišču (2011) (COBISS)
- Samoregulacija in učenje (2011) (COBISS)
- Keltski vrt (2013) (COBISS)
- Aronija, naravna mojstrovina (2015) (COBISS)
- Feniks : grenko sladka mikropoezija (2017) (COBISS)[1]

### Knjige za otroke
- Kresnička in njena lučka (2007) (COBISS)
- Naša kužica zaspanka (2007) (COBISS)
- Netopirček Tinček (2008) (COBISS)
- Mavrica pripoveduje : mavrični svet barv za otroke (2010) (COBISS)
- Kresnička Sija in pikapolonica Lili na mavrični gugalnici (2011) (COBISS)
- Kako je muren Vladimir presenetil svet (2011) (COBISS)
- Psička Pia in borovnice (2012) (COBISS), angleški prevod Puppy Pia and the blueberries(2012) (COBISS)
- Povodni mož Svit je zaljubljen (2012) (COBISS)
- Vesoljček Pi (2015) (COBISS)
- Rdeči jelen in lešniki (2016) (COBISS), angleški prevod The red deer and the hazelnuts (COBISS)
- Abeceda z žužki (2016) (COBISS)
- Marsovčki na počitnicah (2017) (COBISS), angleški prevod When little Martians had holidays (COBISS)
- Metulj Modrin in čarobni vrt (2017) (COBISS), angleški prevod The Chapman's Blue butterfly and the secret garden (COBISS)
- Cvetek, ki se ni hotel zmočiti (2017) (COBISS), angleški prevod A floret that did not want to get wet (COBISS)
- Taščica (2018) (COBISS), angleški prevod The redbreast (COBISS)
- Radovedni podlesek Albert (2018) (COBISS), angleški prevod Curious Albert the hazel dormouse (COBISS)
- Glej, žaba! (2018) (COBISS), angleški prevod Look, a frog! (COBISS)
- Čmrlj Brenčač (2018) (COBISS), angleški prevod The buzzing bumblebee (COBISS)
- Dežela sneženega moža (2019) (COBISS), angleški prevod The Land of the Snowman (COBISS)
- Zvonček in stržek prikličeta pomlad (2019) (COBISS), angleški prevod The snowdrop and the wren summon the spring (COBISS)
- Vrt škrata Avgusta (2019) (COBISS), angleški prevod The garden of August the dwarf (COBISS)
- Žužkopis : slikopis z žuželkami (2019) (COBISS)
- Ptičje strašilo in lastovka (2019) (COBISS), angleški prevod The scarecrow and the swallow (COBISS)

### Prevodi
- Vibracije misli : zakon privlačnosti v svetu misli / William Walker Atkinson (2008) (COBISS)
- Skrivnost uspeha : sproščanje notranje moči / William Walker Atkinson (2009) (COBISS)
- Tvoja nevidna moč : priročnik za vizualiziranje / Genevieve Behrend (2011) (COBISS)
- Finančni uspeh : izkoristite moč kreativnega mišljenja / Wallace Delois Wattles (2011) (COBISS)
- Blaginja : kako jo pritegniti / Orison Swett Marden (2011) (COBISS)
- Vedrina kot življenjska moč / Orison Swett Marden (2012) (COBISS)
- Uresniči svoje želje : dopusti, naj tvoja podzavest dela zate / Genevieve Behrend (2013) (COBISS)